# Cat Island (Mauritius)
Cat Island (Île aux Chats ou Pierrot) ist eine kleine unbewohnte Insel im Indischen Ozean. Sie gehört zur afrikanischen Republik Mauritius. Sie ist etwa 1,3 km lang und 600 m breit.
Das Eiland liegt südlich von Rodrigues und ist bei Tauchtouristen aufgrund ihrer farbenprächtigen Korallen ein beliebtes Tauchgebiet.